# Forsums gammelskog
Forsums gammelskog är ett naturreservat i Valdemarsviks kommun i Östergötlands län.
Området är naturskyddat sedan 2013 och är 98 hektar stort. Reservatet består av tallskogsklädda hällmarker, granskog med inslag av lövträd och sumpskog.